# Liao Guifang
Dans ce nom chinois, le nom de famille, Liao, précède le nom personnel.
Liao Guifang (en chinois : 侯志慧), née le 5 octobre 2001 à Changting dans la province de Fujian, est une haltérophile chinoise, championne du monde en moins de 71 kg aux mondiaux 2023 en établissant l'actuel record du monde de la catégorie des poids lourds léger.

## Carrière
En 2019, elle est sacrée championne du monde junior dans la catégorie -64kg.
Elle participe aux championnats du monde 2022 et termine quatrième au total avec toutefois une première place sur le mouvement de l'épaulé-jété. Elle remporte les championnats d’Asie 2023, établissant à l'occasion deux records du monde (268 kg en poids total). Elle améliore son record quatre mois plus tard aux championnats du monde 2023 le portant à 273 kg.